# .tc
.tc је највиши интернет домен државних кодова (ccTLD) за Теркс и Кејкос.